# 対局時計
対局時計（たいきょくどけい）は、2人ゲームの競技者の持ち時間を表示し、ゲームの時間管理を行なうために使用される特別な時計。チェス・クロック (chess clock) またはゲーム・クロック (game clock) とも呼ばれている。

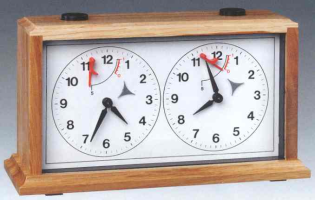
対局時計（アナログ式）

## 概説
- 囲碁、将棋、チェス、その他のボードゲームの対局時に用いられる。
- アナログ式とデジタル式の2種類がある。
- 1台に2つの時計があって、対局者双方の持ち時間が表示される。自分側のボタンを押すと自分の時計が止まり、それと同時に相手側の時計が動き出すようになっている。

## 詳細

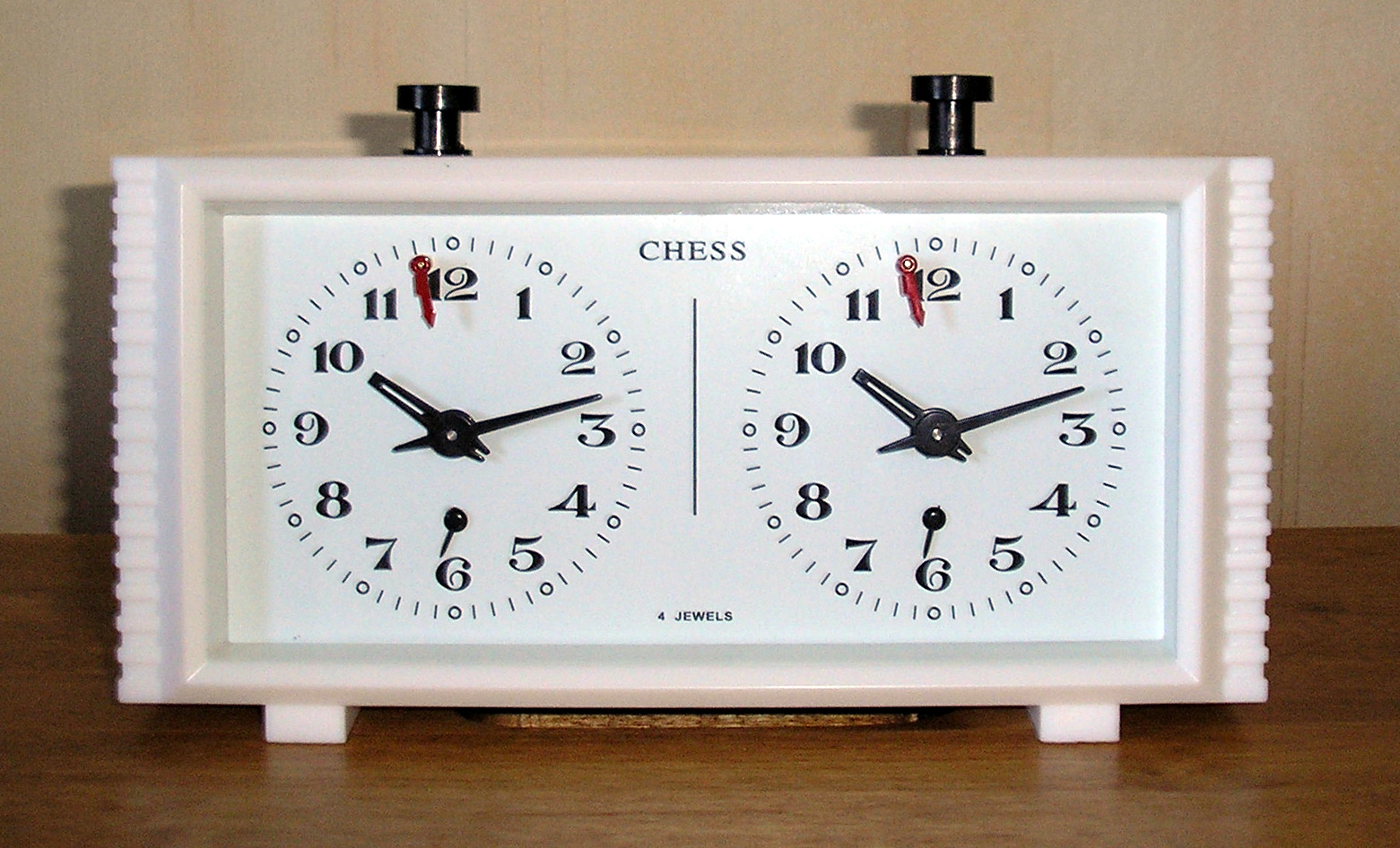
左が時計A、右が時計B
（上部の左がボタンA、右がボタンB）

- 対局時計の向かって左側を「時計A」、右側を「時計B」とする。
- その上にあるボタンは、それぞれ「ボタンA」および「ボタンB」とする。
- 時計Aが先手側、時計Bが後手側にあるものとする。

### アナログ式

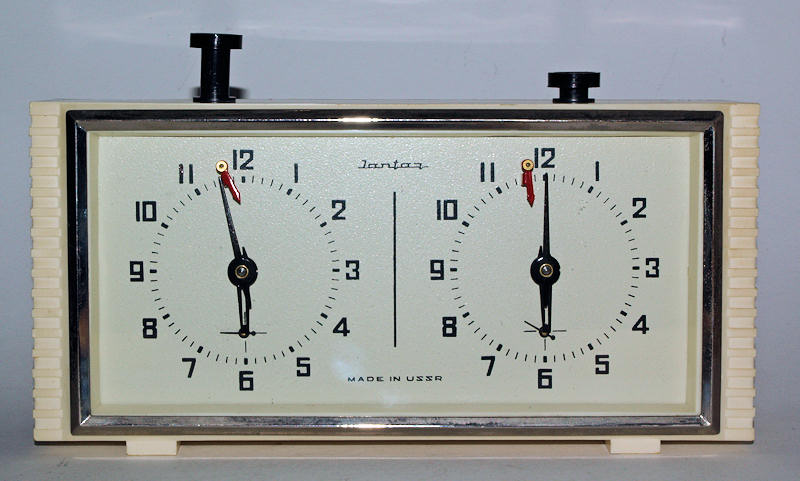
対局時計（アナログ式）
時計Aは旗が落ちそうな状態。
時計Bは旗が落ちた状態。

- アナログ式は、文字盤の長針と短針によって残り時間（時間の経過）を表示する。
- ボタンAとBの両方を「半押し」にすることにより、時計を両方とも止めたままにすることができる。どちらかのボタンが完全に押されるまでは、この状態のままになる。
- アナログ式は対局の前に、開始時刻と終了時刻を決めておく必要がある。対局者双方が合意すれば、設定する時刻は何時でも構わない。例えば、それぞれの「持ち時間が90分」で終了時刻は5時とした場合、開始時刻は3時30分に設定される。
- 通常の時計とは異なり、時計盤の上部に小さな赤色の旗（フラッグ）がついている。この旗は、時計の長針が12の5分前になれば徐々にセリ上がり、12を超えると落ちる。
- 赤色の旗が落ちることで、時間切れを知らせる[注 1]。デジタル式とは異なり、旗が落ちても特に音は鳴らない[注 2]。
  - 右図の時計Aは、旗が落ちそうになっている。あと2〜3分で旗が落ちる。
  - 右図の時計Bは、旗が落ちた状態。次に旗が落ちるのは約1時間後になる。（右図の時計では7時に。）
- アナログ式では、秒単位のカウントはできない。「1手30秒以内」「フィッシャーモード」などの設定は、機種を問わず不可能である。
- アナログ式の動力は、「電池式」か「ぜんまい式」である。電池が切れたり「ぜんまい」を巻かないでいると、時計は両方とも動かなくなる。「ぜんまい式」の特徴の一つに、稼動音があげられる。機種によって違いはあるが、常時「チッチッチッチッ」という音が鳴り続ける。

### デジタル式

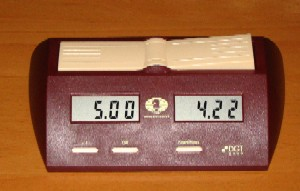
対局時計（デジタル式）

- デジタル式の表示装置により、残り時間（時間の経過）を表示する。
- デジタル式はアナログ式とは異なり、持ち時間を直接設定できる。例えば「持ち時間90分」の場合は「01:30」をそのまま入力すればよく、開始時刻や終了時刻などを考える必要はない。
- どちらかが時間切れになれば、表示画面はゼロ（「0」「0:00」）やマイナス（「-」）などになる。
- 時間切れになると、「ビーッ！」という音や「時間切れです。」なのどの音声などで勝負がついたことを知らせる[注 3]。時間切れになってしまう直前に、何らかの警告音を鳴らす機種も多い。
- デジタル式の動力は、ほとんどが電池になっている。使用される電池は、時計の機種により多種多様である。電池が切れると、当然時計は動かなくなる。
- 対局時計自体も、その価格や製作時期によって機能に様々な違いがある。すべてのデジタル式の対局時計で、フィッシャーモードなどの特殊な設定が可能とは限らない。
- デジタル式は、どの製品も基本的に無音である。アナログ式のような、「チッチッチッチッ」という音はしない。ただし、時間経過を告げる音が設定できる機種もある。（例：5分経過するごとに「ピッ」など。）
- 時間が少なくなった場合には、人の声による秒読み機能がついているものもある。多くは棋士が秒読み音声を担当しているが、声優の声が使用されているものもある。

### 実際の使用
1. あらかじめ対局時間を設定する。公式戦では先手と後手は同じ持ち時間になるが、非公式戦で実力に差があればハンデキャップも設定できる。（例：先手は60分、後手は30分。）
2. 対局開始の合図と同時に後手がボタンBを押すことで、対局時計のカウントが開始される[注 4]。
3. 手を指した後に、自分側のボタンを押すことによって相手側のカウントが始まる。以後、これを交互に繰り返す。
4. 対局者のどちらかが設定された制限時間を超過すると、その対局者は時間切れで負けとなり対局は終了する。

### 配置

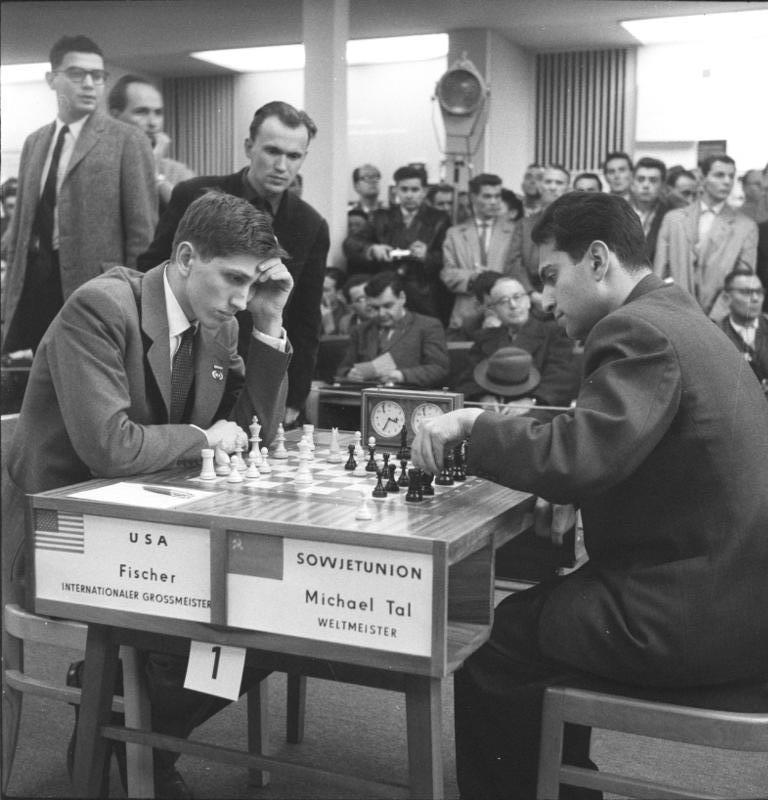
1960年 フィッシャー vs タリ

- 対局時計は、盤（碁盤、将棋盤、チェスボードなど）の右側または左側に配置される。公平を期すため、先手からも後手からも等間隔になる場所と決められている。
- 盤の左右どちらに置くかは、重要なポイントになる。例えば持ち時間が残り少なくなった場合、ボタンが利き手に近い対局者が（わずかでも）有利となる。
- 通常は対局前に、後手が有利になるよう配置される。ただし左利きの対局者もいるので、どちらに置くべきかは一律ではない。
- チェスの公式戦の場合は、審判員（アービター）が対局時計の置き場所を決定する。
- 右図は1960年に行われた、チェスオリンピックの対局から。アメリカ代表のボビー・フィッシャーが、旧ソ連の世界チャンピオンであるミハイル・タリと対局している。ここでは対局時計は、黒（後手）の右側に配置されている。

### 小史
- チェスの対戦者の考慮時間を公平にするため、昔は砂時計が使用されていた。自分の手番が終わると時計を逆さまにして、砂が落ちきったら負けとされていた。
- 1866年　アンデルセンvsシュタイニツの試合で、2つのストップウォッチが使用された。立会人がそれぞれの一手ずつの消費時間を記録し、それを合計するというものだった。これは立会人の手加減が入り、いつも揉めごとになっていた。
- イギリスで対局専用の時計が考案され、現在の対局時計の原型となった。二つの振子時計をシーソー型に連結し、一方の時計の振子が動いている間、もう片方は休むという簡単な構造だった。
- 1883年 ロンドンの国際競技会で、最初の対局時計が使用された。
- 1884年 イギリスの時計会社が、対局時計に関してのパテントを取得した。
- 1989年 世界で初めてデジタル式の対局時計が登場した。これは日本製の、シチズン対局時計「名人」である。

### 各種ゲームごとの差異
チェスの公式戦においては対局時計（チェスクロック）は必須の器具の1つである。世界大会の決勝や世界チャンピオン同士の対局であっても双方の対局者自身がボタンを押す形で使用される。
将棋（日本将棋連盟）の公式戦においては、基本的に記録係が時間を管理する。時間管理の方法にはストップウォッチ方式とチェスクロック方式の2種類があるが、この場合のチェスクロック方式とは、消費時間を分単位とし、分以下の秒を切り捨てするストップウォッチ方式に対比して、秒単位で管理する方式を意味している。このため、チェスクロック方式の対局であっても、必ずしも対局時計（チェスクロック）を用いるわけではなく、対局時計を用いる場合であっても、その操作は記録係が行う。また、2014年以降は専用アプリによるタブレット端末が用いられており、本来の意味での対局時計も用いられていない。ただし、非公式戦においてはプロが関わる対局でも用いられることがあり、フィッシャールールで行われる新銀河戦やABEMAトーナメントにおいてはチェスクロックが用いられ、対局者双方が時計のボタンを押す。
囲碁は対局によって、対局者が管理する場合と記録係が管理する場合がある。

### その他

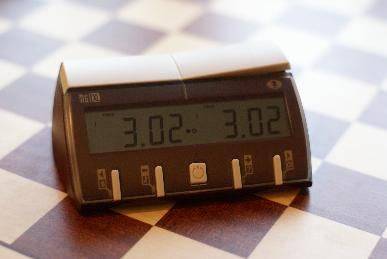
対局時計（デジタル式）

- 公正を図るために、「着手に用いる手とボタンを押す手は同じでなくてはならない」とする規定もある[1][2]。不慣れなアマチュアの場合、両手を使用すると正確な時間が計れなくなることや、勢い余って着手以前に時計を押してしまうケースもあるためである。
- 具体的には対局者が先手後手ともに右利きの場合、(1)先手が右手で駒を動かす。(2)先手が右手で対局時計のボタンを押す。(3)後手が右手で駒を動かす。(4)後手が右手で対局時計のボタンを押す。 この(1)～(4)の流れを、そのゲームの初手から最終手まで繰り返す。利き手ではない左手は、ゲーム中は一切使用しない。
- スマートフォンやタブレット向けのアプリでは、主にトレーディングカードゲームでの利用を想定して、3人以上での利用に対応したものも存在する。